# Gălănești
Gălănești is een Roemeense gemeente in het district Suceava.
Gălănești telt 2692 inwoners.